# 이영민 (1973년)
이영민(1973년 12월 20일 ~ )은 대한민국의 전 축구 선수이자 현 축구 지도자로 선수 시절 포지션은 수비수였으며 현재 K리그2의 부천 FC 1995 감독직을 맡고 있다.

## 선수 경력
이영민 감독은 1973년 12월 20일 부산광역시에서 태어나 동아대학교 졸업 후 1996년 포항 스틸러스에서 프로 생활을 시작했으나 1999년까지 단 1경기도 출전하지 못했고 2000년에는 전북 현대 모터스에서 입단하였고, 이후 2002년 고양 KB국민은행으로 이적하여 2006년 은퇴할 때까지 49경기를 소화하며 내셔널리그 3회 우승(2003년, 2004년, 2006년), 2003년 대통령배 전국축구대회 우승, 2005년 대통령배 전국축구대회 준우승에 일조했다.

## 지도자 경력
2006년 현역에서 물러난 후 2007년부터 2012년까지 고양 KB국민은행의 수석 코치로 활동하며 2007년 내셔널축구선수권대회 준우승, 2009년 내셔널선수권대회 우승, 내셔널리그 2회 연속 준우승(2011년, 2012년)을 이끌었고 이후 2013년 신생팀인 FC 안양의 수석 코치로 선임되어 2015년까지 수석 코치로 활동하다가 2015년에는 감독 대행을 맡았다. 그 뒤 2015년부터 2016년까지 FC 안양의 감독으로 팀을 이끌었고 2017년부터 2018년까지 FC 안양의 4호선 더비 라이벌이자 신생 구단인 안산 그리너스 FC의 수석 코치 및 감독 대행을 맡았으며 2020년 11월 19일 부천 FC 1995의 7대 감독으로 선임되었다.

## 참조
1. ↑  내셔널리그(당시 'K2리그') 출범 이전 기록은 미합산.